# Leaibejohka (vattendrag i Finland)
Leaibejohka är ett vattendrag i Finland, på gränsen till Norge. Det ligger i den norra delen av landet, 1 100 km norr om huvudstaden Helsingfors. Leaibejohka ligger vid sjön Polmakvannet.